# سدون، ویکتوریا
سدون (به انگلیسی: Seddon) یک منطقهٔ مسکونی در استرالیا است که در ویکتوریا (استرالیا) واقع شده‌است.